# Brusturoasa, Bacău
Brusturoasa (maghiară Bruszturósza) este satul de reședință al comunei cu același nume din județul Bacău, Moldova, România.